# Nicolaus de Smit

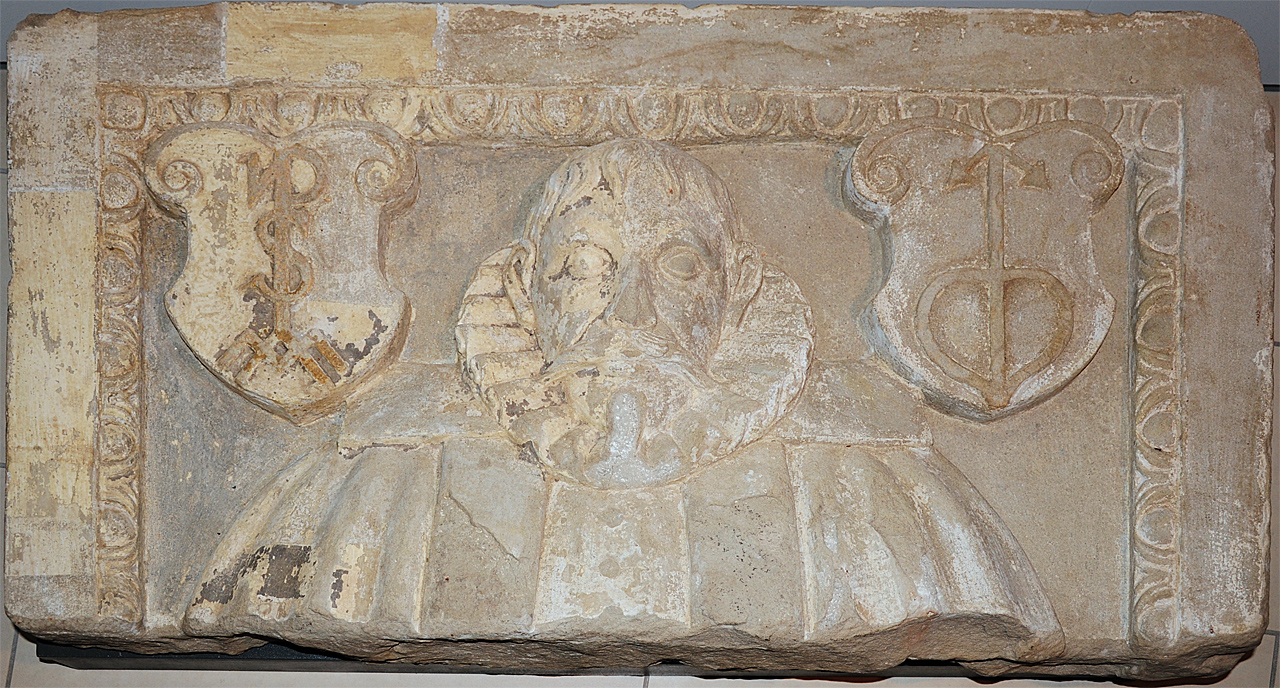
Teil der originalen Grabplatte, ursprünglich Teil des Grabmals auf dem St. Trinitatisfriedhof, heute im Stadtmuseum Gera ausgestellt

Nicolaus de Smit (* 5. November 1541 in Doornik; † 7. März 1623 in Gera) war ein Textilfabrikant, Zeugmacher und Kaufmann aus den damaligen Spanischen Niederlanden.

## Leben
Nicolaus de Smit war bereits als Kaufmann und Fabrikant tätig, als er vor dem Einmarsch der Spanier unter dem Herzog von Alba aus seiner Heimatstadt Doornik nach Brüssel fliehen musste. Alba forderte von den reformierten Bürgern, zu denen auch de Smit als Calvinist zählte, die Rückkehr zum katholischen Glauben.
Die niederländischen Zeugweber, die seit 1567 aus ihrer Heimat flohen, brachten eine bisher unbekannte Technik der Herstellung glatter Gewebe aus Kammwolle nach Gera. Die Niederländer kamen seit 1572 in dieses Gebiet und fertigten ein Gewebe aus einem Gemisch aus „Leinen und Wolle“. De Smit war ein vermögender Kaufmann, der sich um 1595 in Gera niederließ, um sich hier eine neue Existenz aufzubauen und eine wirtschaftliche Zeugweberei zu entwickeln. Dabei stieß er zunächst auf erbitterten Widerstand bei den ortsansässigen Leinwebern und Tuchmachern, dem Stadtrat und der der Geistlichkeit, sowie sieben angesehenen Bürgern der Stadt. Sie alle sprachen sich gegen seine Aufnahme aus, da sich durch ihn die Kosten für die Arbeiter erhöhen würden und er zudem viel Nahrungsmittel aufkaufte. Zudem rieten theologischen Berater davon ab, calvinistische Glaubensflüchtlinge anzusiedeln.

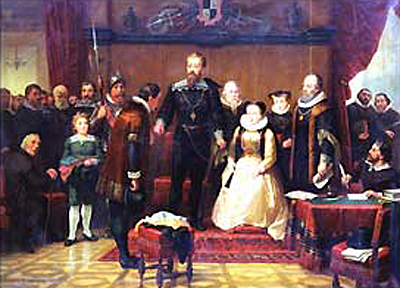
Heinrich Posthumus empfängt 1595 Nicolaus de Smit, Heinrich Kirchgeorg, 1892

Heinrich Posthumus Reuß (1595–1635), der damalige Herr von Gera, war hingegen an einem wirtschaftlichen Aufschwung seines Herrschaftsgebiets interessiert. Gegen den Widerstand der einheimischen Zünfte erhielt de Smit das landesherrliche Privileg, welches es ihm ermöglichte eine eigene Textilfabrikation zu errichten. Unter seiner Anleitung wurde in Gera das manufakturmäßige Arbeiten nach niederländischem Vorbild eingeführt.

## Familienunternehmen
De Smit und sein Sohn, Anton de Smit (auch Antoine), sowie einige Zeugmacher, die er aus seiner Heimat mit hierher gebracht hatte, wurden Bürger der Stadt Gera und er stellte 1596 seine Erzeugnisse auf der Leipziger Messe, auf der die Geraer Tuchmacher bereits seit 1436 vertreten waren. Im selben Jahr starb seine Gattin und er heiratete 1597 zum zweiten Male. Seine Frau war die Witwe eines ebenfalls aus den Niederlanden geflohenen Kaufmanns namens Heinrich Stockelmann, der in Leipzig gestorben war. Sie brachte einen 12-jährigen Sohn, Johann Stockelmann (11. Januar 1585–2. März 1651, starb als Bürgermeister Geras), mit in die Ehe.
Die Kaufmannsfamilie de Smit besaß ein Wohnhaus in der Langen Gasse (heutige Große Kirchstraße; darin befand sich die Manufaktur), ein weiteres Hans mit Gartengrundstück auf der Sorge und eines am Mühlgraben neben der Kuttelhofsbrücke, in dem sich die Färberei befand. Den Arbeitern in seinen Manufakturen standen Arbeitsmaschinen, wie Webstühle, in größerer Zahl zur Verfügung, was verschiedene Arbeitsvorgänge und Arbeitsteilung ermöglichte. Er bündelte die vorhandenen Kräfte, kaufte die Waren der selbstständigen Handwerker an und baute zusätzlich eine eigene Produktion auf. War es bis dahin üblich Leinen, Wolle und Seide nur einzeln zu Textilien zu verarbeiten und überwiegend nur schwarz und braun zu färben, wurden diese Stoffe nun auch miteinander verwoben und in den von de Smit eingeführten Schönfärbereien unter Verwendung bisher nicht gebräuchlicher Farbstoffe eingefärbt und veredelt. So brachte er die Erzeugnisse dann in den Handel. Durch seinen Einsatz steigerten sich nicht nur die Leistungen der Geraer Zeugweberei, indem mehr Waren erzeugt wurden, es verbesserte sich auch die Güte der Erzeugnisse, was für einen raschen Aufschwung sorgte. Er hatte zunächst wohl vergeblich versucht in Leipzig eine Wollenzengfabrik zu gründen, ehe er sich in Gera ansiedelte.
Die Geschäfte entwickelten sich von Anfang an positiv und schon bald waren Vater und Sohn nicht mehr in der Lage dies allein zu bewältigen. De Smit reiste Leipzig, um dort den jungen Rheinländer Balduin Conrad (oder Konrad, geboren am 4. Januar 1578 in Neuss bei Köln, starb am 12. April 1649 als Bürgermeister Geras) für sich zu gewinnen, den er auf der Messe kennengelernt hatte. Dieser war kurz davor nach Prag zu gehen, um dort den Handelsberuf zu erlernen, als de Smit ihm anbot ihn nach Gera zu begleiten. Er ermöglichte ihm die kaufmännischen Ausbildung und beschäftigte ihn anschließend in seinem Handelshaus und den Werkstätten. Neu hinzukommende Geschäfte wurden unter anderem durch seinen Gehilfen Conrad (1607) und durch seinen Stiefsohn Johann Stockelmann (ab 1610) geleitet. Die Zahl der Geraer Zeugmacher wuchs, so dass sich 1613 55 Handwerker zu einer Zeugmacherinnung zusammenschlossen. Zehn Jahre später starb de Smit und hinterließ einen florierenden Handel, so dass sich Gera von den Folgen des Dreißigjährigen Krieges rascher erholte als andere Städte.

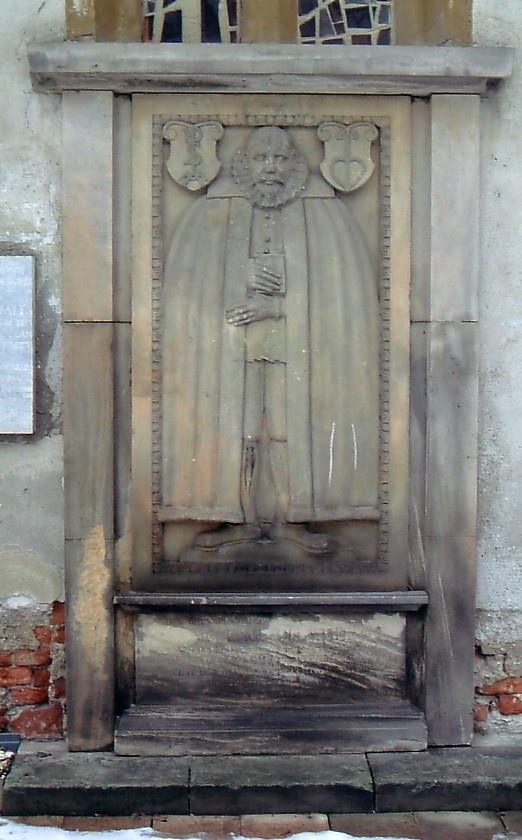
Die 1841 nachgebildete und 1933 von Max Schramm erneuerte Grabplatte an der Westseite der Geraer St. Trinitatiskirche

Conrad selbst besaß später eine der größten Zeughandlungen und -färbereien in Gera und war von 1638 bis 1649 einer der drei Bürgermeister der Stadt.
De Smit setzte mit seinen neuen Fertigungsmethoden einen wichtigen Grundstein für die äußerst positive Entwicklung der Geraer Textilindustrie, welche zeitweise Weltruhm besaß und schließlich bis in das 20. Jahrhundert hinein die bedeutendste Industrie in Gera bleiben sollte.

## Ehrungen
- Ihm zu Ehren gründete die Zeugmacherinnung an seinem 300. Geburtstag im Jahre 1841 die De Smit Stiftung.
- 1868 wurde die De-Smit-Straße in Gera nach ihm benannt.

## Rezeption
Das Leben des Nicolaus de Smit wurde von mehreren Schriftstellern in Theaterstücken verarbeitet.
- Friedrich Helbig: Nikolaus de Smit; historisches Schauspiel in fünf Akten nebst einem Vorspiel: Das Marktrecht. R. Ruckdeschel, Gera 1898.
- Albert Neumerkel: Nicolaus de Smit. Schauspiel in 4 Akten. M. Lange, Gera 1900.